# Mark Snow
Mark Snow (ur. jako Martin Fulterman 26 sierpnia 1946 w Nowym Jorku, zm. 4 lipca 2025 w Connecticut) – amerykański kompozytor, autor ścieżek dźwiękowych do wielu filmów i seriali, z czego najbardziej znaną okazała się ta dla serii Z Archiwum X. Kilkakrotnie był nagradzany i nominowany do wielu nagród (między innymi Emmy).

## Filmografia
- Untitled X-Files Revival (2016)
- Zaprzysiężeni (2010–2015)
- Aimer, boire et chanter (2014)
- Jeszcze nic nie widzieliście (2012)
- Ringer (2011–2012)
- Just Like Her (2011)
- The Hunters (2011)
- White Irish Drinkers (2010)
- Zaklinacz dusz (2005–2010)
- Samotni strzelcy (2001)
- Urban Assault (VG) (1998)
- Nikita (1997–2001)
- Millennium (1996–1999)
- Z Archiwum X (1993–2002)
- T.J. Hooker (1982–86)
- Hart to Hart (1979–84)
- Starsky & Hutch (tylko trzeci sezon, 1978–79)
- The War Widow (1976)